# Robert Macaire et Bertrand, les rois des cambrioleurs
Pour plus de détails, voir Fiche technique et Distribution.
Robert Macaire et Bertrand, les rois des cambrioleurs est un film muet de court-métrage en noir et blanc de Georges Méliès sorti en 1906. Les deux noms du titre sont des personnages imaginaires, Robert Macaire et son comparse, cambrioleurs apparus pour la première fois en 1823 dans la pièce de théâtre de Benjamin Antier l’Auberge des Adrets. Ces deux personnages sont devenus par la suite des figures classiques du Carnaval.

## Synopsis
Les deux personnages, Robert Macaire et Bertrand, sont grimés et accoutrés de façon grotesque. Chapeautés de haut-de-forme, revêtus de long manteaux par-dessus des vêtements en guenilles, ils s'attablent devant l'entrée de l'auberge des Adrets. Le patron, habillé en cuisinier vient leur présenter une très longue carte qu'il tient à bout de bras. Les deux hommes passent commande de pain, de vin et de fromage. Après avoir bu et mangé, ils dérobent au passage des victuailles restées sur une table voisine, victuailles qu'ils enfournent dans de grands sacs de tissu que Bertrand porte en bandoulière. Les gendarmes, appelés en renfort, dansent une gigue involontaire avant de partir d'un pas burlesque à la poursuite des voleurs, dans la direction que leur désigne les servantes.
Robert Macaire et Bertrand, passant devant une banque, décident de s'y engouffrer en forçant l'ouverture de la porte-persienne. Ils trouvent la salle du coffre, coffre qu'ils forcent à son tour, et le vident de ses valeurs qu'ils entassent dans leurs sacs de tissus. Ils s'échappent par une sorte de vasistas sans fenêtre ouvert sur haut du mur, en grimpant sur un bureau, alors que les gendarmes entrent dans la pièce. Arrivés dans la loge des artistes, ils y trouvent des déguisements de touristes anglais (redingote, MacFarlane...) qu'ils revêtent. Ils vont cacher leur butin dans un jardin.
La scène suivante de passe dans une gare anglaise, avec au premier plan les guichets et le hall de gare. Un train arrive et ses passagers débarquent. Des pickpockets sèment le trouble, et provoquent la chute des passagers qui s'effondrent au milieu des bagages. Deux hommes  enrubannés d'écharpe grimpent dans le train auquel le chef de gare donne le signal de départ.
Robert Macaire et Bertrand font leur entrée dans la gare, et après un instant de réflexion, courent pour s'accrocher à la queue du train. Les gendarmes toujours sur leur piste demandent au chef de gare d’affréterd'affrêter une locomotive pour les poursuivre. Ils grimpent dessus à califourchon, et pédalent dans le vide comme pour mieux la faire avancer, sous les rires hilares de trois spectatrices. 
Pendant ce temps, le train de Robert Macaire et Bertrand fait arrêt dans une autre gare. Plusieurs passagers en descendent, et pendant que l'un d'eux se prend les pieds dans son propre bagage et chute, le contrôleur s'aperçoit de la situation irrégulière des deux voleurs, et leur demande des comptes. Ceux-ci s'enfuient sous les cris du contrôleur. Lorsqu'ils arrivent en ville, une tempête se déchaîne, accompagnée d'un tremblement de terre détruisant les bâtiments qui vacillent, puis s'effondrent ou explosent. Les deux hommes sont emportés par le vent violent, et survolent la terre quelque temps avant de reposer « pied à terre » sur le toit d'une maison. Trois des gendarmes, qui les suivent de près dans les airs, atterrissent à leur tour. Alors qu'ils reprennent leur piste, ils sont ralentis par les autres gendarmes qui tombent du ciel comme des oiseaux abattus en plein vol. 
Les deux voleurs, revenus à leur point de départ, retrouvent avec joie leur butin et leurs habits. Ils se cachent au-dessus du four à pain situé dans l'arrière-cour d'une ferme lorsque les gendarmes, fatigués de les avoir poursuivi en vain, viennent s'y attabler. L'un d'eux, sorti dans la cour, les découvre, pendant que Bertrand s'exerce au couteau et transperce un mannequin. À l'issue d'une bataille rangée, l'un des gendarmes tire sur Robert, qui dégringole du toit où il s'était réfugié. Les gendarmes veulent arrêter Bertrand, qui pleure sur le corps de son ami. Bousculé, il est projeté en l'air et retombe comme un pantin inanimé sur son ami. Les gendarmes sortent leur mouchoir pour pleurer leur sort, et partent au pas cadencé. Les deux héros qui avaient feint la mort, se relèvent en riant, et, ayant attiré l'attention des pandores éloignés de peu, ils s'enfuient et parviennent à grimper dans une montgolfière qu'ils font décoller. L'un des tricornes tente de les attraper, et retombe sur le sol après être resté quelque temps accroché à la montgolfière par le fond de la culotte.
Le film se termine par des images du ballon se déplaçant sur un ciel étoilé.

## Données techniques
Le court-métrage a été produit par la Manufacture de films pour cinématographes, une société de fait créée par Georges Méliès, sous la marque déposée « Méliès * Star films ». Paru pour la première fois le 14 mars 1906 en France, et en 2007 aux États-Unis, le film est répertorié en 1907 dans le catalogue de la Bibliothèque du film, avec le commentaire « la pièce qui vient d'être tirée de la bouffonnerie bien connue ». À l'origine, le film comporte 35 tableaux '25 selon le découpage américain) et dure 20 minutes, pour une longueur de bobine de 364 mètre. La version de la copie retrouvée ne comporte plus que 10 minutes 46 secondes.
Les 25 tableaux sont les suivants :
- I : L’auberge des voleurs – de Georges Méliès
- II : La banque internationale – de Georges Méliès
- III : L’intérieur de la banque – de Georges Méliès
- IV : Dans les coulisses – de Georges Méliès
- V: La loge des artistes – de Georges Méliès
- VI : La statue complice – de Georges Méliès
- VII : La gare – de Georges Méliès
- VIII: La petite station – de Georges Méliès
- IX : Un terrible tremblement de terre – de Georges Méliès
- X : La place du marché – de Georges Méliès
- XI : Emportés dans les nuages – de Georges Méliès
- XII : Sur les toits – de Georges Méliès
- XIII : La police sur la piste – de Georges Méliès
- XIV : Ils s’échappent encore – de Georges Méliès
- XV : Joués – de Georges Méliès
- XVI: La ferme – de Georges Méliès
- XVII : L’assassinat du mannequin – de Georges Méliès
- XVIII : La mort des deux héros – de Georges Méliès
- XIX : Résurrection – de Georges Méliès
- XX : Le ballon – de Georges Méliès
- XXI : Enlèvement d’un flic – de Georges Méliès
- XXII : Le départ – de Georges Méliès
- XXIII : Dans les airs – de Georges Méliès
- XXIV : Le ballon-voiture – de Georges Méliès
- XXV : La colonne de la Bastille – de Georges Méliès [4].